# GSM-EFR
Enhanced Full Rate, EFR — стандартизованный алгоритм цифрового кодирования голоса в широкополосном GSM, а также кодек, реализованный на его основе. Является продолжением развития алгоритма Full Rate (FR), разработан на его основе. Работает со скоростью 12,2 Кбит/с и обеспечивает хорошее качество связи, свободное от посторонних шумов. Хотя кодек Enhanced Full Rate значительно улучшает качество связи, он имеет бо́льшую вычислительную сложность, которая приводит к увеличению потребления энергии мобильным аппаратом примерно на 5 % по сравнения со «старым» Full Rate кодеком.
Enhanced Full Rate был разработан компанией Nokia и Университетом Шербрук (Канада). В 1995 году ETSI выбрала кодек Enhanced Full Rate в качестве индустриального стандарта кодека  GSM/DCS.

## Технология
Частота дискретизации составляет 8000Гц, скорость кодированного потока 12,2 Кбит/с. Схема кодирования называется  Algebraic Code Excited Linear Prediction Coder (ACELP) (рус. Линейное предсказание с алгебраическим кодовым возбуждением). Кодер представляет собой преобразователь 160 речевых отсчетов кодированных каждый 13-битами в 244 бита за 20 мс.
Enhanced Full Rate также был выбран в качестве промышленного стандарта на рынке США для PCS 1900 GSM диапазона частот.

## Лицензия
Enhanced Full Rate включает несколько патентов. Он использует запатентованную технологию ACELP, которая имеет лицензию корпорации VoiceAge.
Enhanced Full Rate была разработана компанией Nokia и Университетом Шербрук (Канада).